# Barış Yardımcı
Barış Yardımcı (sinh ngày 14 tháng 8 năm 1992) là một cầu thủ bóng đá Thổ Nhĩ Kỳ thi đấu cho Bursaspor ở vị trí hậu vệ phải.

## Sự nghiệp quốc tế
Anh thi đấu ở nhiều cấp độ trẻ cho Liên đoàn bóng đá Thổ Nhĩ Kỳ. Anh ra mắt cho đội tuyển bóng đá quốc gia Thổ Nhĩ Kỳ trong trận giao hữu thua 2-0 trước România ngày 9 tháng 11 năm 2017.